# Spongia subcircularis
Spongia subcircularis är en svampdjursart som beskrevs av Duchassaing och Giovanni Michelotti 1864. Spongia subcircularis ingår i släktet Spongia och familjen Spongiidae. Inga underarter finns listade i Catalogue of Life.